# Itzelberg
Itzelberg ist ein Ortsteil der Gemeinde Königsbronn im Landkreis Heidenheim am östlichen Ende der Schwäbischen Alb im Osten Baden-Württembergs.

## Lage und Verkehrsanbindung
Itzelberg liegt im oberen Brenztal am Itzelberger See. Dies ist ein Stausee, der von der Brenz gespeist wird, die einen Kilometer oberhalb in Königsbronn in einem Quelltopf entspringt.
Die Verkehrsanbindung erfolgt direkt über die Bundesstraße 19 (B 19). Außerdem befindet sich in der Ortsmitte eine Station der Bahnstrecke Aalen–Ulm, die zweistündlich bedient wird.

## Geschichte
Der Ortsname stammt aus dem Hoch- und Spätmittelalter. Um 1300 ist der Weiler Utzelenberg bekannt. Im Jahr 1302 taucht in einer Urkunde auch die Schreibweise Vitzelenberg auf.
Der Widerstandskämpfer Georg Elser arbeitete im April 1939 in dem Steinbruch im Osten von Itzelberg und entwendete dort den Sprengstoff für sein gescheitertes Attentat auf Adolf Hitler am 8. November 1939. Anlässlich seines 100. Geburtsjahrs wurde auf dem Königsbronner Friedhof in Itzelberg bei der Blasius-Kapelle neben Gefallenen vom Zweiten Weltkrieg ein symbolisches Grab für Georg Elser errichtet; tatsächlich wurde die Asche von Elsers Leiche aber im April 1945 irgendwo in der Nähe des Krematoriums vom Konzentrationslager Dachau verscharrt.
Am 1. Januar 1971 wurde Itzelberg nach Königsbronn eingemeindet.

## Sonstiges
Das älteste Gebäude ist die mittelalterliche Blasius-Kapelle, die das Wallfahrtsziel von Pilgern war, die sich vom Hl. Blasius eine Linderung ihrer Halsleiden erhofften. 1835 wurde die Blasius-Kapelle zur Schule für die Itzelberger Kinder einschließlich Lehrerwohnung umgebaut. 1856 wurde das Gebäude zur Friedhofskapelle. Seit 1972 eine neue Aussegnungshalle gebaut wurde, wird sie vom Friedhofsgärtner als Gerätehaus benutzt.
Landesweit bekannt ist das am Ortsrand gelegene „Forstliche Bildungszentrum Königsbronn“, auch  „Waldarbeitsschule“ genannt. Unter anderem finden dort Lehrgänge zum Forstwirtschaftsmeister statt. Die Lehrgangsteilnehmer werden in einem angegliederten Internat untergebracht.
Anfang der 1950er Jahre wurde im Ort der Itzelberger Waldarbeiterwagen ausgedacht.

## Wappen
Blasonierung: Über blauem Wellenschildfuß in Gold ein natürlicher Fischreiher.

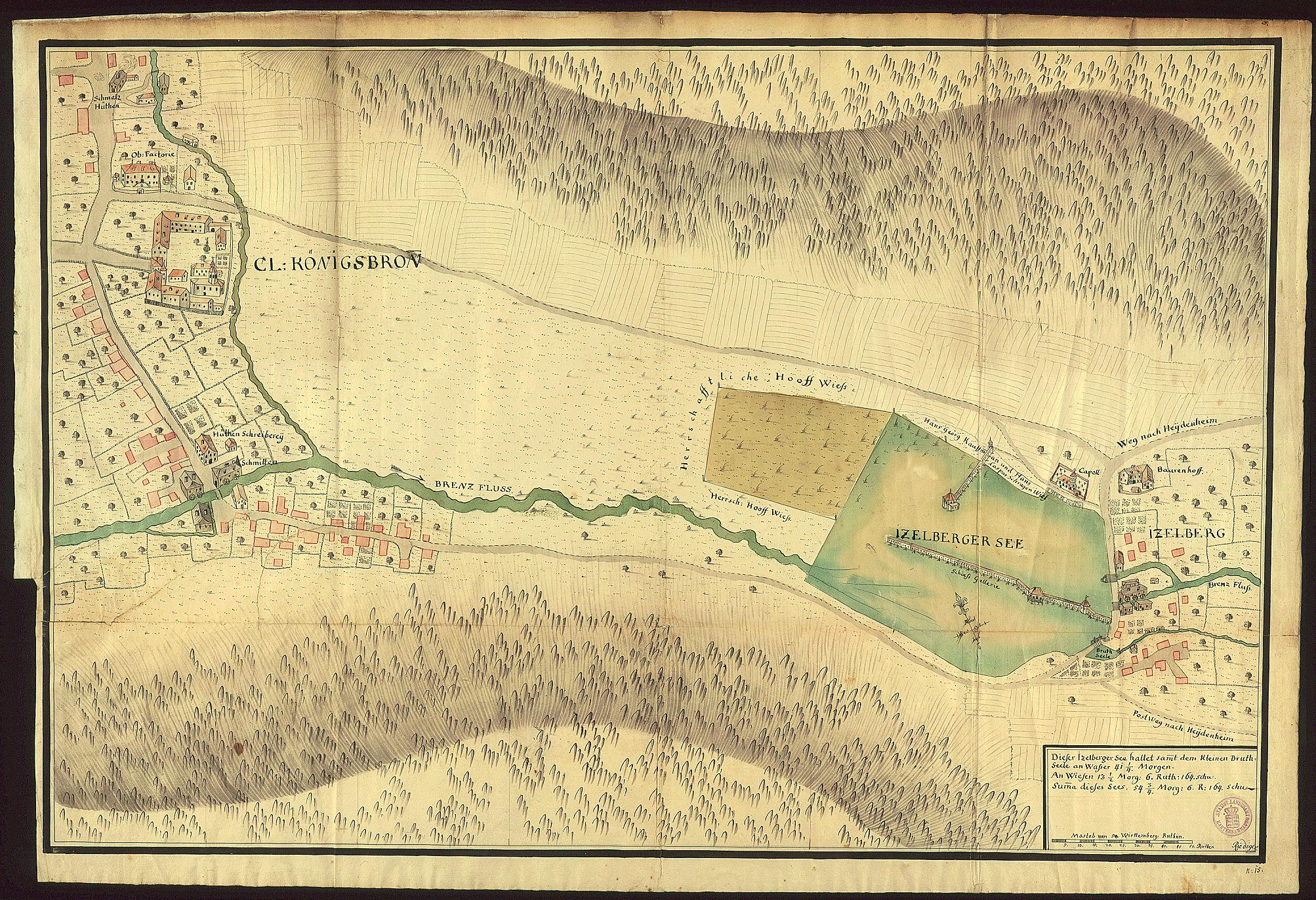
Itzelberg im Seenatlas von J. A. Riediger 1737/38
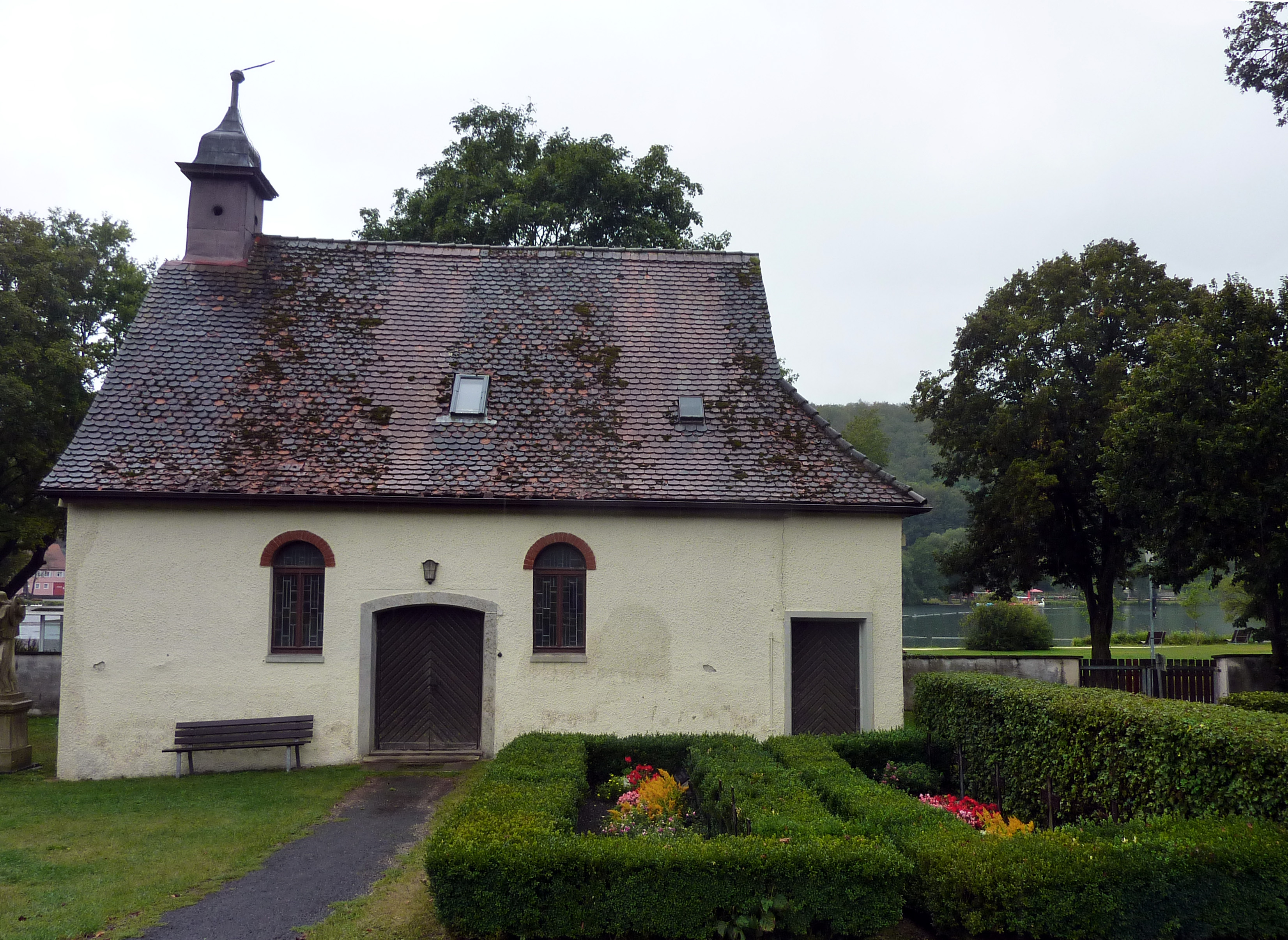
Blasius-Kapelle
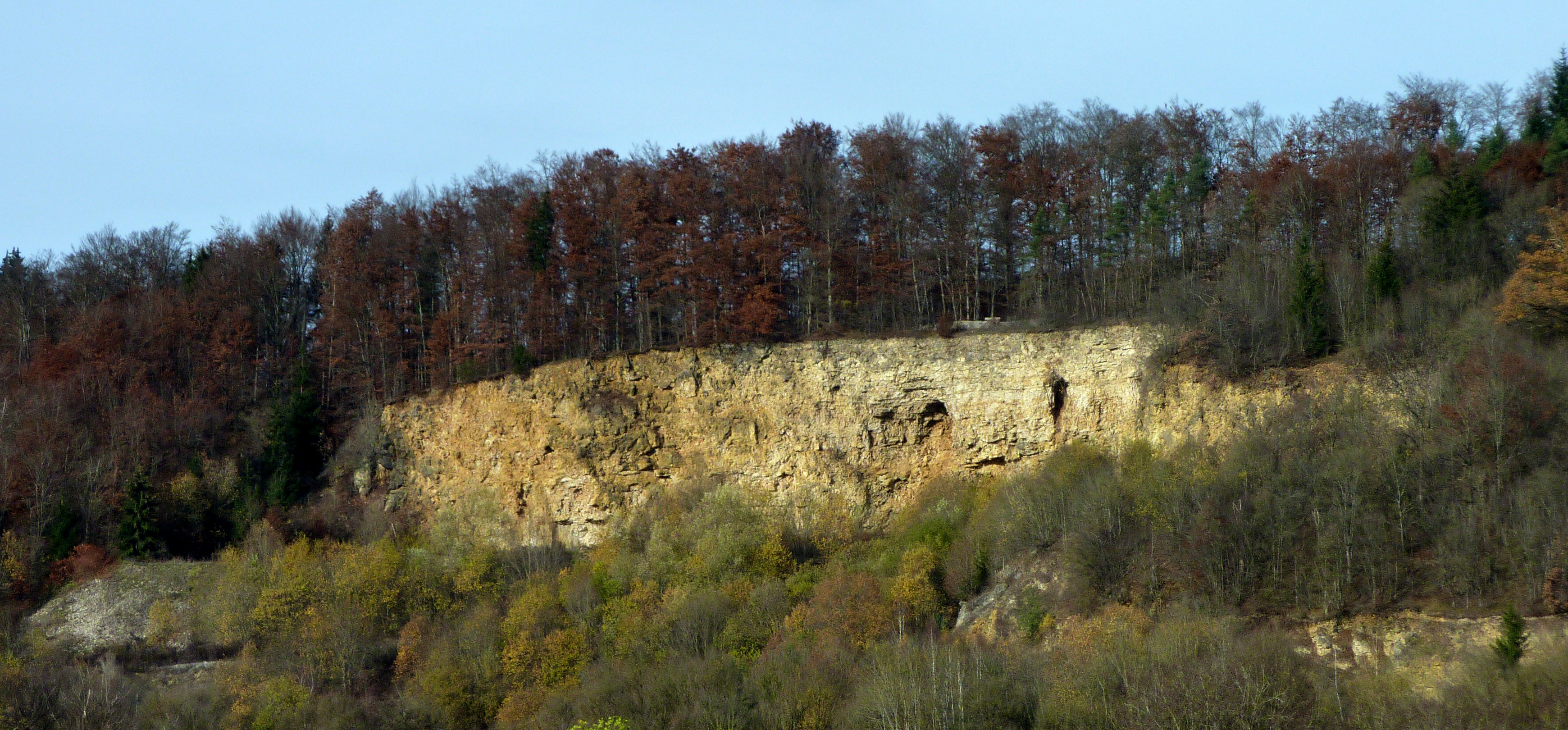
Steinbruch bei Itzelberg
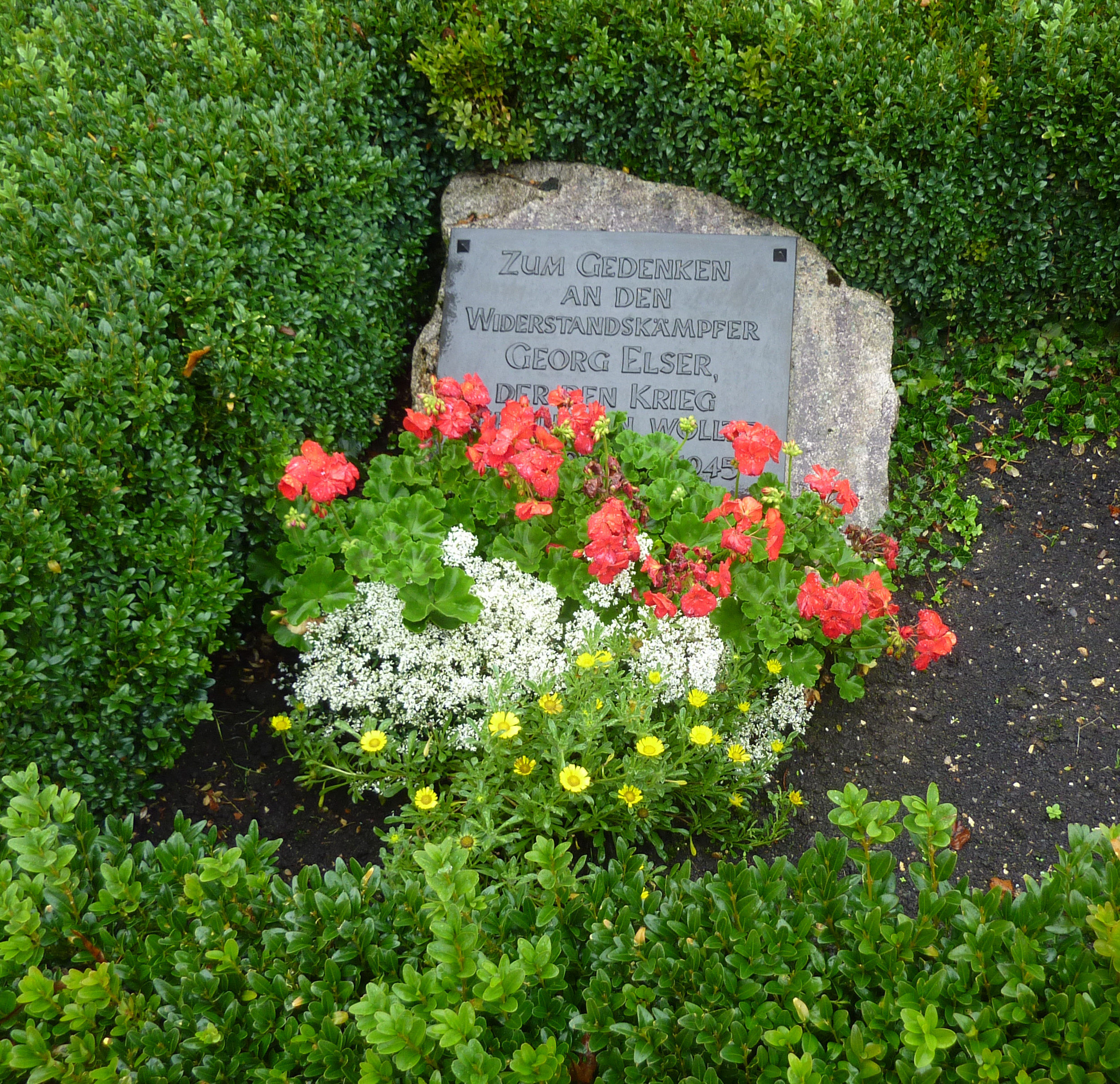
Symbolisches Grab von Georg Elser

## Persönlichkeiten
- Albrecht Schönmann (1859–1951), württembergischer Oberamtmann